# Cupid's Round Up

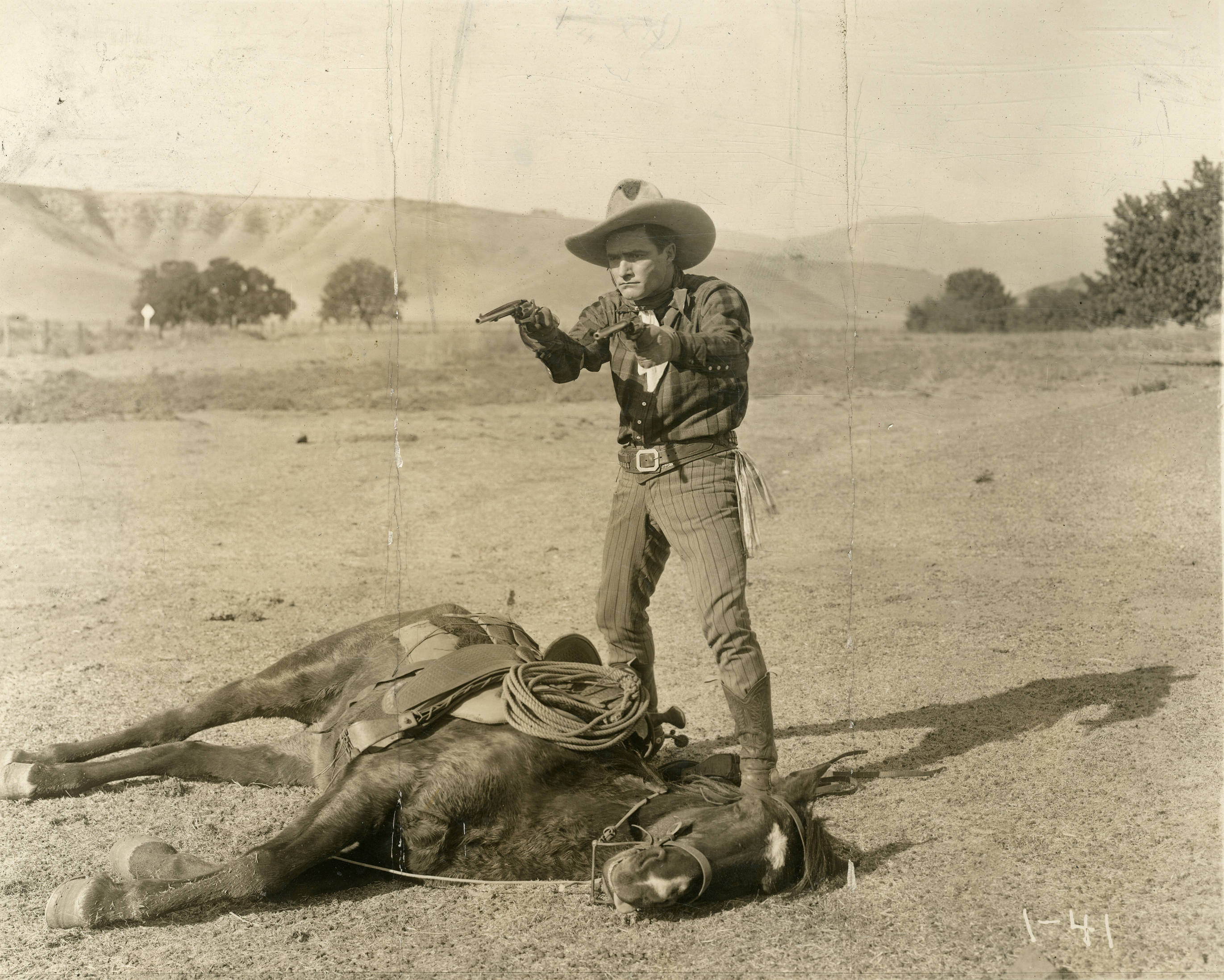
Una escena de Cupid's Round-Up

Cupid's Round Up es una película de wésterno perdida estadounidense de 1918 dirigida por Edward LeSaint y protagonizada por Tom Mix. Fue producida y distribuida por Fox Film Corporation. Esta fue la primera película de Mix con Fox.

## Reparto
- Tom Mix como Larry Kelly
- Wanda Hawley como Helen Baldwin (acreditada as Wanda Petit)
- Edwin B. Tilton como James Kelly (acreditada Edwin Booth Tilton)
- Roy Watson como Buckland
- Verna Mersereau como Peggy Blair
- Alfred Paget como Jim Cocksey (acreditada como Al Paget)
- Frederick R. Clark como McGinnis (acreditada como Fred Clark)
- Eugenie Forde como Red Bird